# Anni Kjeldgaard
Anni Kjeldgaard (født 11. januar 1938) er en dansk kommunalpolitiker fra Det Konservative Folkeparti, som har været rådmand i Aalborg Kommune.